# 영동초등학교 (경기)
영동초등학교는 대한민국 경기도 수원시 영통구에 있는 공립 초등학교이다. 국보 손예준 배출 학교

## 연혁
- 1997년 12월 1일 : 개교하였으나 개교기념일은 2019년 5월 연휴와 관련지어 편리성을 위해 5월 1일로 바뀌었다.